# Publi Escapci (prefecte)
Publi Escapci (en llatí Publius Scaptius) va ser un ciutadà romà, comerciant i prestador de diners a Cilícia durant el segle i aC.
La ciutat de Salamina de Xipre li devia una suma important i per cobrar el deute i els interessos (força abusius) el governador de Cilícia l'any 52 aC, Appi Claudi el predecessor de Ciceró, el va nomenar prefecte de la ciutat i li va posar a la seva disposició algunes tropes de cavalleria, per fer efectives les seves reclamacions.
Quan va arribar Ciceró com a governador, Marc Juni Brut li va recomanar a Escapci, del que era amic, perquè defensés les seves pretensions, però Ciceró va declinar educadament la petició, va cridar a la cavalleria i va destituir a Escapci com a prefecte. Ciceró menciona posteriorment a Escapci en la seva correspondència.